# Miguel José Nogueira Júnior
Miguel José Nogueira Júnior (Seixas, Caminha, 30 de Janeiro de 1883 – Seixas, Caminha, 25 de Novembro de 1953) foi um arquiteto português.

## Biografia
Nasceu na freguesia de Seixas, Caminha, a 30 de janeiro de 1883, tendo sido batizado nessa freguesia a 6 de fevereiro de 1883, como filho do negociante Miguel José Nogueira e de sua mulher Isabel Maria Lourenço, ambos naturais da freguesia de Seixas e moradores no lugar do Cruzeiro.
Formado pela Escola de Belas Artes de Lisboa, foi discípulo de Ventura Terra, com quem colaborou nas obras de remodelação do Palácio de São Bento.
Destacam-se entre os seus projetos arquitetónicos, os seguintes: 
- Edifício na Avenida da República, n.º 23, Lisboa - Prémio Valmor, 1913.[2]
- Edifício na Rua Tomás Ribeiro, n.º 58 a 60, Lisboa - Prémio Valmor, 1916.[2]
- Igreja de Santa Luzia, Viana do Castelo
- Edifício do Banco de Fomento Nacional na Rua da Conceição, n.º 134-136, Lisboa

Morreu a 25 de novembro de 1953, na freguesia de Seixas, em Caminha, onde nasceu.